# Mihăileni (Sibiu)
Pour les articles homonymes, voir Mihăileni.
Mihăileni (en hongrois : Sálfalva) est une commune du județ de Sibiu en Roumanie.